# Pardal Mallet
João Carlos de Medeiros Pardal Mallet (Bagé, 9 de dezembro de 1864 – Caxambu, 24 de novembro de 1894) foi um jornalista e romancista brasileiro, patrono da cadeira 30 da Academia Brasileira de Letras.

## Biografia
Era filho do marechal João Nepomuceno de Medeiros Mallet e de Mariana Leopoldina de Carvalho Pardal. Neto do marechal francês naturalizado brasileiro Emílio Mallet, patrono da artilharia do Exército Brasileiro, e do brigadeiro lisboeta João Carlos Pardal. Seu pai e seu avô paterno participaram da Guerra do Paraguai.
Pardal Mallet foi um menino precoce, aprendendo a ler sozinho. Antes de completar dez anos, já ensaiava alguns escritos. Foi aluno exemplar, com certa inclinação para idiomas estrangeiros tendo aprendido na infância inglês e francês. Concluiu os estudos iniciais na sua terra natal mudando posteriormente para o Rio para ingressar na Faculdade de Medicina do Rio de Janeiro.
Em 1884 interrompeu o curso porque um seu professor, o Visconde de Saboia, o ameaçou reprovar, caso não abandonasse suas ideias republicanas manifestadas em artigos publicados em jornais cariocas. Convicto de suas opiniões, abandonou definitivamente a faculdade para dedicar-se à literatura e ao jornalismo.
Mudou-se, ao que se consta, para São Paulo onde se matriculou na Faculdade de Direito de São Paulo e posteriormente se dirigiu para o Recife em cuja faculdade concluiu o curso. Na ocasião de receber o diploma, negou-se a prestar juramento, alegando ser republicano e nada dever aos mestres, que segundo ele, "jamais lhes ouvira a palavra". A situação desagradável foi contornada graças a Joaquim Nabuco, que o defendeu.
Durante sua estada em Pernambuco publicou os romances Hóspede e Meu Álbum, ambos de 1887. No ano seguinte sai o romance Lar.
De volta ao Rio de Janeiro, passou a frequentar as rodas boêmias tendo como companheiros Olavo Bilac, Raul Pompeia, Coelho Neto, Luís Murat, José do Patrocínio, Artur Azevedo, Émile Rouéde, Aluísio Azevedo e Paula Ney.
Fervoroso adepto das ideias republicanas, tornou-se redator-chefe, em 1888, do jornal A Cidade do Rio, de José do Patrocínio, mas no ano seguinte rompeu com o amigo e protetor alegando divergências políticas. Em 1889 teve sério litígio com Olavo Bilac, terminando a questão num duelo em que saiu ferido na barriga. Entretanto, depois se reconciliaram.
Com o advento da República, fez dura oposição ao governo do Marechal Floriano, fazendo parte da Revolta da Armada, acabando preso e desterrado em Tabatinga, no Amazonas em 1893. Decretada a anistia, voltou para o Rio de Janeiro. Antes dos 30 anos, morreu de tuberculose em Caxambu, onde tentara se recuperar inutilmente.
Hóspede e Lar foram reeditados em um só volume pela Academia Brasileira de Letras em 2008.

## Obras
- 1887 Meu Álbum, contos
- 1887 Hóspede, romance
- 1888 Lar, romance, Rio de Janeiro, Typ. Central
- 1889 A pandilha, costumes gaúchos
- 1890 O Esqueleto, romance, (com Olavo Bilac)
- 1894 Pelo divórcio, panfleto